# 9021 Fagus
9021 Fagus (1988 CT5) là một tiểu hành tinh vành đai chính được phát hiện ngày 14 tháng 2 năm 1988 bởi E. W. Elst ở Đài thiên văn Nam Âu.